# Vat 69

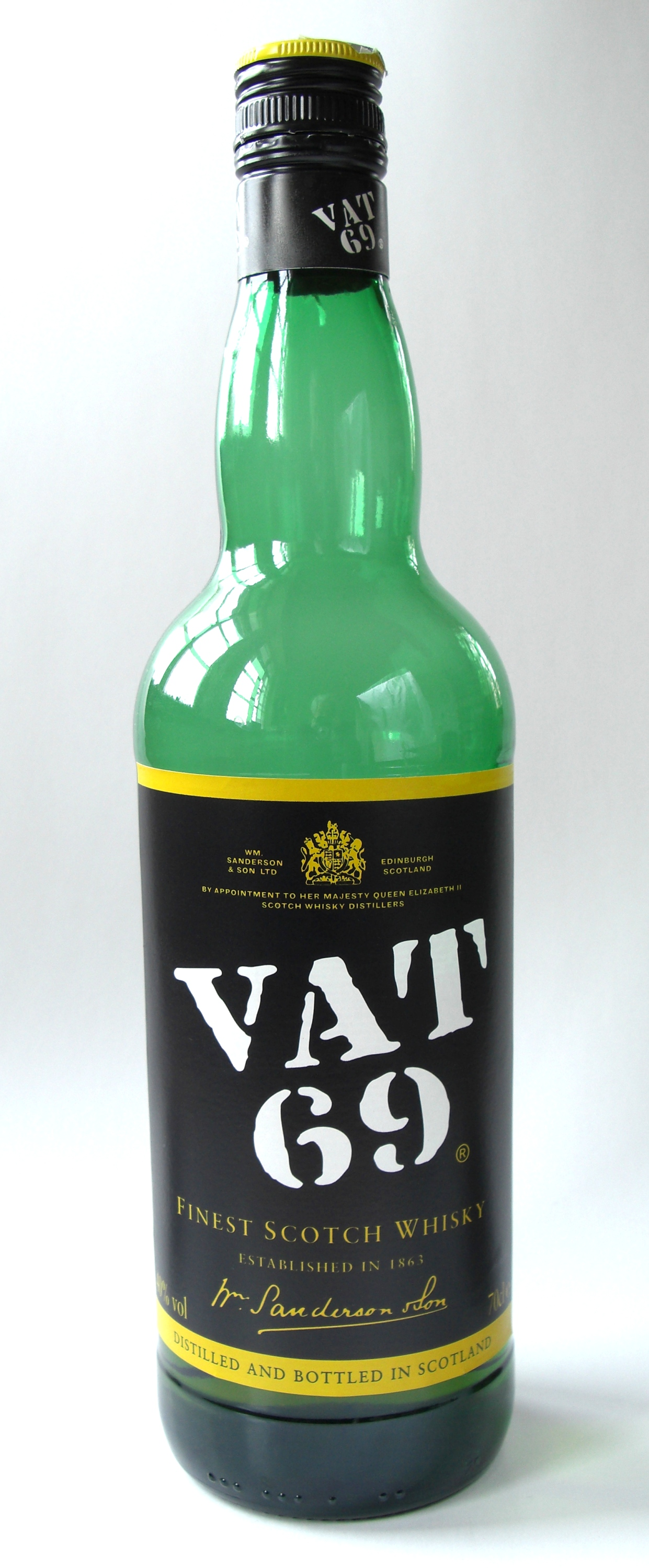
Vat 69-flaska

Vat 69 är en skotsk blended whisky som skapades av William Sanderson år 1882. Han tillverkade över 100 kärl, vats, som han numrerade och lät en expertpanel provsmaka. Mest uppskattning fick whiskyn i kärlet med nummer 69, när han började tillverka den behöll han namnet Vat 69.
Whiskyn buteljerades till en början i portvinsflaskor och även dagens flaskor och etikett har ett utseende som för tankarna till portvin.
I TV-serien Band of Brothers dricker huvudpersonen Lewis Nixon uteslutande Vat 69.